# Khumel
Khumel (en népalais : खुमेल) est un comité de développement villageois du Népal situé dans le district de Rolpa. Au recensement de 2011, il comptait 3 060 habitants.